# Hilaire Delobel
Hilaire Delobel (Sint-Jan bij Ieper, 3 november 1889 - Brugge, 24 november 1958) was een Belgisch pedagoog, inspecteur van het onderwijs en auteur van leerboeken voor het lager onderwijs.

## Levensloop
Hilaire Delobel werd geboren in het gezin van tien kinderen van de molenaar, olieslager en landbouwer Renild Delobel (1840-1924) en Marie Julie Vermeulen (1854-1944). Hij trouwde in 1923 met Angela Dehollander (1897-1947) en ze kregen twee zoons en een dochter.
Hij kreeg de mogelijkheid middelbare studies aan te vatten, waarna hij in 1906 naar de normaalschool in Torhout trok. Hij behaalde in 1910 het diploma van onderwijzer, als laureaat in een groep van 42 studenten. Hij behaalde ook het diploma van landmeter.
Hij werd onderwijzer voor de zesde lagere klas (de klas voorbereidend op de middelbare school) in het Klein Seminarie Roeselare. 
In 1914, bij het uitbreken van de Eerste Wereldoorlog, vluchtte hij naar Frankrijk. In 1915 werd hij vertaler-tolk bij het Hulpcomité voor vluchtelingen, in Gournay. Hij volgde vervolgens de opleiding van verpleger in het herstellingsoord voor Belgische soldaten in Avon-les-Roches. 
In februari 1917 kwam hij als brancardier aan het front. Hij was aanwezig bij verschillende veldslagen, onder meer in september 1918 bij het eindoffensief. Hij bleef nog als ambulancier bij het bezettingsleger in Duitsland tot in september 1919.
Hij hernam zijn activiteiten als onderwijzer en nam deel aan het examen voor het ambt van inspecteur. Omdat de behoefte aan inspecteurs groot was, werden zijn legerjaren meegerekend om aan de voorgeschreven tien jaar anciënniteit te geraken. Hij slaagde in het examen en werd in april 1922 benoemd tot hulpinspecteur voor het kanton Ekeren.
Het was een tijd dat zeer veel evolutie aan de gang was in de onderwijsmethodes. Delobel sloot zich aan bij de katholieke denktank die zich om die evoluties bekommerde, onder de leiding van de priesters-pedagogen kanunnik Alberic Decoene en kanunnik Frans De Hovre (1884-1956). Zijn eigen gedachten hierover gaven aanleiding tot heel wat publicaties en tevens tot het uitgeven van schoolboeken die de vooropgestelde principes in de praktijk omzetten.
In 1930 werd hij als inspecteur overgeplaatst naar Brugge en van toen begon zijn activiteit voor het uitgeven van schoolboeken voor de vakken aardrijkskunde, geschiedenis, schrift en wiskunde.
Tijdens de Tweede Wereldoorlog werd hij waarnemend hoofdinspecteur, wat na de oorlog niet werd bevestigd. Hij bleef inspecteur tot aan zijn pensioen in 1950.
Delobel was verder:
- secretaris van het door kanunnik Alberic Decoene gestichte Hoger Instituut voor opvoedkunde,
- secretaris van de kerkraad van de Kristus-Koningparochie,
- propagandist voor de Katholieke Vlaamsche Hoogeschooluitbreiding.

Bij zijn overlijden werd hij beschreven als een zeer intelligent en leergierig man, een belangrijke autoriteit op het gebied van didactiek, met zin voor orde en discipline en een sterke loyauteit tegenover de katholieke kerk.

## Publicaties

### Leerboeken
- Flink en Fraai. Eenvoudige schrijfmethode omvattende een volledige reeks oefencahiers zonder modellen, gelijnd en geregeld naar de natuurlijke ontwikkeling van het kinderschrift, Antwerpen, 1924.
- Beeld en Woord. Aardrijkskunde voor de lagere school en de voorbereidende afdeelingen in vijf deeltjes, eenvoudig uitgewerkt in opgaande lessenreeksen, Lier, 1926.
- (met J. Maats & J. Vanderstraeten) Knap en Klaar, rekenkunde, metriek stelsel, vormleer, meetkundig teekenen, Lier, 1934.
- (met J. Maats, pseudoniem van Leo Vanhille) Dichtbij en veraf: atlas leerboekjes voor lagere scholen en voorbereidingsklassen van het middelbaar onderwijs met een beperkt leerplan voor aardrijkskunde, Lier, 1955.
- (met P. Soyez) Cours moderne de géographie: atlas-manuel pour l'enseignement primaire, livre de la quatrième, Leuze, 1969.

### Pedagogische studies
- Over Spraakkunstonderwijs, in: Vlaamsch Opvoedkundige Tijdschrift, 1920.
- De rechtstreekse methode bij het aanvankelijk onderricht in de tweede taal, in: Vlaams Opvoedkundig Tijdschrift, 1921.
- Over stelonderricht, in: Vlaamsch Opvoedkundig Tijdschrift, 1922.
- De ontwikkeling van het kinderschrift, in: Vlaamsch Opvoedkundig Tijdschrift, 1924.
- Een zwaar vraagstuk voor onze grotere scholen, in: Vlaamsch Opvoedkundig Tijdschrift, 1929.
- Een aanpassing van boek en school, in: Vlaamsch Opvoedkundig Tijdschrift, 1930.
- De vraagstukken op de lagere school, in: Vlaamsch Opvoedkundig Tijdschrift, 1933.
- Voor meer eenvoud en minder ballast in ons leervak metriek stelsel, Lier, 1933.
- Waarheen met ons schriftonderwijs, Lier, 1935.
- Lokale aardrijkskunde, vroeger en nu, in: Vlaamsch Opvoedkundig Tijdschrift, 1936.
- Het oplossen van vraagstukken, in: Vlaamsch Opvoedkundig Tijdschrift, 1937.
- Enkele aspecten van het schriftelijk rekenen op de lagere school, Gent, 1952.
- Als ik terugblik op "Knap en klaar", in: De Katholieke Schoolgids, 1953.
- Een hogere ontwikkeling voor onze onderwijzers, in: Karel Berquin e. a., Vernieuwd opvoederschap. De ideale gestalte van de Katholieke opvoeder in deze tijd, Antwerpen, 1954.